# Eugenio Baturone Ribas
Eugenio Baturone Ribas   (Màlaga, 23 de febrer de 1941), conegut com a Geni Baturone, és un antic pilot d'automobilisme català d'origen andalús. Fou campió d'Espanya de muntanya (1974 i 1976), de Catalunya de velocitat (1974) i de Catalunya de muntanya (1975). Juntament amb Paco Torredemer fundà la revista especialitzada Fórmula l'estiu de 1966. Es retirà de la competició el 1977.
Alguns dels seus èxits esportius foren dos subcampionats d'Espanya de muntanya (1975, 1977); el segon lloc en el I Trofeu Montjuïc-Juan Pinyol (1966) del Reial Automòbil Club de Catalunya; el tercer en el Gran Premi de Madrid de Fórmula 3 (1968) i en el Campionat de Catalunya de velocitat (1969). Guanyà consecutivament la Pujada a Montserrat del 1973 al 1976.
El 1968 va prendre part en els Jocs Olímpics d'Hivern de Grenoble, on disputà les dues proves del programa de bob.

### Font
- «Eugenio Baturone Ribas». enciclopedia.cat.  GEC - Enciclopèdia de l'esport català. [Consulta: 9 febrer 2016].